# Bolesław Krzysztofik
Bolesław Krzysztofik (ur. 9 maja 1924 w Jesionówce (woj. Białostockie), zm. 10 września 1999 w Warszawie) – doktor, higienista, pionier mikrobiologii powietrza w Polsce.

## Życiorys
Dzieciństwo spędził na wsi. Szkołę podstawową ukończył w Dąbrowie, a gimnazjum w Różanymstoku. W czasie wojny, pod pseudonimem "Kamień", walczył w szeregach Armii Krajowej. W 1947 rozpoczął studia na Wydziale Biologii Uniwersytetu Toruńskiego, które następnie ukończył na Wydziale Biologii i Nauk o Ziemi Uniwersytetu Warszawskiego. W 1951 rozpoczął pracę w Katedrze Biologii Sanitarnej na Wydziale Inżynierii Sanitarnej i Wodnej Politechniki Warszawskiej. Podczas pracy na tej uczelni, w latach 1981-1992 związany był także zawodowo z Kliniką Dermatologii i Wenerologii oraz Zakładem Higieny Środowiska Instytutu Medycyny Społecznej Akademii Medycznej w Warszawie. W 1964 obronił rozprawę doktorską pt. Mikrobiologia powietrza atmosferycznego z uwzględnieniem badań mikrobiologicznych w Centrum Warszawy, napisaną pod kierunkiem doc. Leona Bożko. W 1976 został mianowany kierownikiem Zakładu Inżynierii Sanitarnej i Ochrony Środowiska Instytutu Budownictwa Politechniki Warszawskiej w Płocku, a następnie wicedyrektorem tego Instytutu.
Uznawany jest za twórcę mikrobiologii powietrza w Polsce. Jest autorem 6 skryptów i podręczników, 8 oryginalnych prac twórczych, ponad 300 publikacji naukowych, 50 opracowań dla przemysłu, 32 prac projektowo – konstrukcyjnych oraz 2 patentów naukowych. Wypromował 100 magistrów i inżynierów. Jego główne zainteresowania badawcze obejmowały zagadnienia czystości mikrobiologicznej pomieszczeń służby zdrowia, zakładów komunalnych oraz przemysłowych, oczyszczania ścieków (szczególnie petrochemicznych), a także uzdatniania wody dla celów medycznych metodą promieniowania ultrafioletowego.
Angażował się silnie w działalność społeczną. Był aktywnym działaczem Polskiego Towarzystwa Higienicznego, organizatorem Studenckiego Koła Naukowego Inżynierii Sanitarnej Politechniki Warszawskiej, Studenckiego Koła Higieny i Profilaktyki przy Akademii Medycznej w Warszawie, a podczas pracy na Politechnice Warszawskiej: Przewodniczącym Zespołu Pracowników Nauki do spraw BHP i Ochrony Przeciwpożarowej, członkiem Komisji Zdrowia, Komisji Mieszkaniowej oraz Zespołu Sądu Koleżeńskiego przy Radzie Zakładowej. W ramach działalności studenckich kół naukowych organizował coroczne międzyuczelniane sympozja i konferencje naukowe z dziedziny higieny i ochrony środowiska.

## Nagrody, wyróżnienia, odznaczenia
- Krzyż Kawalerski Orderu Odrodzenia Polski (1983 r.)
- Złoty Krzyż Zasługi (1978 r.)
- Medal Komisji Edukacji Narodowej za zasługi dla Oświaty i Wychowania (1982 r.)
- Nagrody Ministra Nauki, Szkolnictwa Wyższego i Techniki – indywidualna stopnia trzeciego za osiągnięcia w dziedzinie dydaktyczno-wychowawczej w latach 1980, 1983, 1984 i 1985
- Medal 40-lecia Polski Ludowej (1984 r.)
- Srebrna Odznaka Honorowa Polskiego Towarzystwa Higienicznego (1978 r.)
- Złota Odznaka Honorowa Polskiego Towarzystwa Higienicznego (1981 r.)
- Medal Jubileuszowy Polskiego Towarzystwa Higienicznego – 1985 r.
- Srebrna Odznaka Honorowa Naczelnej Organizacji Technicznej (1981 r.)
- Odznaka Za zasługi dla województwa płockiego (1982 r.)
- Odznaka Złota Zasłużony dla Politechniki Warszawskiej (1987 r.)
- Medal za zasługi dla Studenckiego Ruchu Naukowego (1987 r.)
- Dyplom i Medal za zasługi dla Zrzeszenia Studentów Polskich (1987 r.)[2][3]